# A múmia (televíziós sorozat)
A múmia (eredeti cím: The Mummy) amerikai televíziós 2D-s számítógépes animációs sorozat, amelyet Stephen Sommers alkotott és Dick Sebast rendezett. A zenéjét George Gabriel és Cory Lerios szerezte. Amerikában a Kids' WB! vetítette, Magyarországon pedig a TV2 és a KidsCo sugározta.

## Ismertető
Az O'Connel család az egész világot körbe utazza, hogy az élőhalott Imhotep főpap elől elmeneküljön. Imhotep féltett kincse, Ozirisz bilincse a 11 éves Alex O'Conell kezén van. O'Conellék Théba tekercseit keresik, mivel csak azok segítségével tudják a fiú kezén lévő bilincset levenni. De minthogy azok megsemmisültek, így az O'Connel családnak a gonosz múmiával föl kell vennie a harcot.

## Főszereplők
- Alex O'Connell
- Rick O'Connell (Magyar hangja: Király Attila)
- Evelin O'Connell (Evelin Carnahan) (Magyar hangja: Kiss Erika)
- Jonathan Carnahan (Magyar hangja: Karácsonyi Zoltán)

## Epizódok

### 1. évad
1. A megidézés (The Summoning)
2. Gyertyaláng a sötétben (A Candle in the Darkness)
3. Harc az elemekkel (Against the Elements)
4. A tengermélyén (The Deep Blue Sea)
5. Kitörés (Eruption)
6. Aten gömbje (Orb of Aten)
7. A fekete erdő (The Black Forest)
8. A felhők népe (The Cloud People)
9. A félelem maga (Fear Itself)
10. A fiú aki császár akar lenni (The Boy Who Would Be King)
11. Farkasok (Howl)
12. A kirakó (The Puzzle)
13. A labirintus (The Maze)

### 2. évad
1. Újra otthon 1. rész (A New Beginning: Part I)
2. Újra otthon 2. rész (A New Beginning: Part II)
3. A fekete medjai (The Dark Medjai)
4. Apák és fiúk (Like Father, Like Son)
5. Shiva szeme (A Fair to Remember)
6. Ellenség ellensége (The Enemy of My Enemy)
7. A fagy (The Cold)
8. Időzavar (Time Before Time)
9. A gonosz forrása (Spring of Evil)
10. Öreg barátok (Old Friends)
11. A trio (Trio)
12. Egy átlagos csecse-becse (Just Another Piece of Jewelry)
13. A beszámolás (The Reckoning)